# Cixius tungpua
Cixius tungpua är en insektsart som beskrevs av Tsaur 1991. Cixius tungpua ingår i släktet Cixius och familjen kilstritar. Inga underarter finns listade i Catalogue of Life.